# الدوري الروماني لكرة اليد للسيدات
الدوري الروماني لكرة اليد للسيدات هو دوري لأندية كرة اليد للسيدات في رومانيا تأسس في سنة 1933 يلعب فيه 14 فريقا. يتم تنظيمه من قبل الاتحاد الروماني لكرة اليد.

## وصلات خارجية
- الموقع الرسمي